# Surkin
Surkin, właśc. Benoit Heitz (ur. 1985) – francuski DJ i producent muzyczny. Urodził się w południowej Francji, obecnie mieszka i pracuje w Paryżu.

## Dyskografia
- 2006: Ghetto Obsession (EP, Institubes)
- 2006: Play Do / I Joke On You (7", Ltd, Blu, Arcade Mode)
- 2006: Radio Fireworks (12", Institubes)
- 2007: Action Replay (CD, Dig, Institubes, Klee)
- 2007: Fireworks Refired (12", Institubes)
- 2008: Next Of Kin (EP, Max, Institubes)
- 2008: Next Of Kin – Mark II (Maxi, EP, Institubes)
- 2010: Silver Island EP (3xFile, MP3, EP, Institubes)
- 2010: Fan Out Remixes ((4xFile, MP3, EP, Institubes)
- 2011: Ultra Light (EP, Marble)
- 2011: USA (LP, Marble)

## Niektóre remiksy
- Boys Noize – Don't Believe the Hype
- Chromeo – Fancy Footwork
- DJ Mehdi – Lucky Boy
- Foals – Hummer, Goose – Low mode
- Justine Electra – Killalady
- Justice – D.V.N.O
- Kate Wax – Catch the Buzz
- Klaxons – Golden Skans
- Para One – Midnight Swim
- Paul Johnson – Hot Caliente
- Spencer Parker – Open Your Eyes
- Teki Latex – Les Matins de Paris feat. Lio
- VHS or BETA – Burn it all down
- Yuksek – Composer
- The Juan Maclean – One Day
- Nacho Lovers – Acid Life
- M.I.A. – Sunshowers
- Bionic Commando – Bionic Commando